# 伸筋
伸筋（しんきん、英語：protractor muscle）とは、主に腕や脚などを伸ばす時に使用される筋肉の総称。
主に腕や脚を曲げる時に使用される屈筋と違い、鍛えても筋繊維が肥大化しないとされる。
脚を曲げたような屈筋を使う姿勢を保持する場合と普通に脚を伸ばして伸筋を使って立つ場合とで疲労感を比べると明らかなように伸筋の持久力は屈筋より高い。